# Disobedience
Disobedience è un film del 2017 diretto da Sebastián Lelio.
La pellicola, con protagoniste Rachel Weisz e Rachel McAdams, è l'adattamento cinematografico del romanzo Disobbedienza (Disobedience) del 2007 di Naomi Alderman.

## Trama
La fotografa ebrea Ronit (conosciuta con il nome di Ronnie negli Stati Uniti) torna nella sua casa d'infanzia nel nord di Londra dopo che suo padre, il vecchio Rav Krushka, muore di polmonite. Ronit è a disagio nel rivedere tutti da quando è stata bandita dalla comunità per essersi comportata in modo non conforme alla loro cultura.
Ronit è scioccata nell'apprendere che i suoi amici d'infanzia Dovid ed Esti, sono ora sposati. Dovid invita Ronit a stare con loro. Partecipano alla cena di Shabbat a casa di suo zio Moshe dove viene interrogata dagli ospiti sul cambiamento del suo nome, e le dicono che dovrebbe sposarsi, perché è questo che è giusto. Ronit dice loro che se fosse rimasta a Londra probabilmente sarebbe stata sposata, ma si sarebbe suicidata.
Ronit, accompagnata da Esti, visita Moshe nel suo ufficio per discutere della disposizione della casa di suo padre e scopre che suo padre ha lasciato tutti i suoi beni alla sinagoga. Sconvolta, Esti bacia teneramente Ronit, che inizialmente resiste prima di ricambiare. Esti confessa di aver chiesto che Ronit sia informata della morte di suo padre per il desiderio di rivederla. Rivela anche la sua infelicità per le sue scelte di vita, prese sulla base dei consigli del Rav e della sua forte fede in HaShem. Si rivela che Ronit ed Esti sono state scoperte in atteggiamenti intimi quando erano più giovani, portando Ronit a lasciare il Regno Unito; nessuna delle due è stata con un'altra donna da allora.
Sulla strada di casa, si fermano in un parco e si baciano di nuovo, ma vengono viste da una coppia della congregazione. Il giorno dopo Esti, che lavora come insegnante presso la scuola ebraica locale, viene chiamata nell'ufficio della preside dopo che la coppia ha denunciato ciò che hanno visto. Nel frattempo, a Dovid viene chiesto di assumere i doveri del Rav. Ronit dice a Esti che presto lascerà Londra, così le due vanno in una stanza d'albergo nel centro di Londra per fare sesso.
Quando Esti arriva a casa, rifiuta Dovid quando cerca di avere un rapporto sessuale con lei. In seguito gli dice la verità sui suoi sentimenti per Ronit. Esti successivamente acquista un test di gravidanza e scopre di essere incinta. La mattina dopo, Dovid chiama Ronit e dice che Esti è scomparsa. Passano la giornata a cercarla e, quando tornano a casa, Esti è tornata; chiede a Dovid di dare al loro bambino non ancora nato la possibilità di decidere se far parte o meno della loro comunità.
Ronit ed Esti partecipano all'hesped del Rav, che deve essere celebrato da Dovid. Con il pretesto di rivolgersi alla congregazione, libera Esti dal loro matrimonio e poi rifiuta pubblicamente l'offerta di diventare la nuova guida spirituale della congregazione. Esti lo trova fuori e si abbracciano. Dovid propone a Ronit di unirsi a loro, riconciliando finalmente la loro vecchia amicizia.
Ronit parte per New York e saluta cordialmente Dovid ed Esti. Mentre il taxi di Ronit si sta allontanando, Esti lo insegue e le dà un ultimo bacio. Ronit dice a Esti che sarà una madre brillante e confessano il loro amore l'una per l'altra. Esti promette di far sapere a Ronit dove sta andando. Prima di andare all'aeroporto, Ronit fa una deviazione alla tomba di suo padre per dargli un ultimo addio dopo aver scattato una foto della sua tomba.

## Promozione
Il primo trailer del film viene diffuso il 1º febbraio 2018.

## Distribuzione
Il film è stato presentato al Toronto International Film Festival il 10 settembre 2017 e distribuito nelle sale cinematografiche statunitensi a partire dal 27 aprile 2018, mentre in quelle italiane dal 25 ottobre dello stesso anno.

## Riconoscimenti
- 2018 - British Independent Film Awards[3]
  - Miglior attore non protagonista a Alessandro Nivola
  - Candidatura per il miglior film indipendente
  - Candidatura per la miglior attrice a Rachel Weisz
  - Candidatura per la miglior attrice non protagonista a Rachel McAdams
  - Candidatura per la miglior sceneggiatura a Sebastián Lelio e Rebecca Lenkiewicz